# Avia A 11 Trend
Avia A 11 Trend − lekki terenowy samochód osobowy produkowany przez czeską firmę Avia.

## Historia modelu

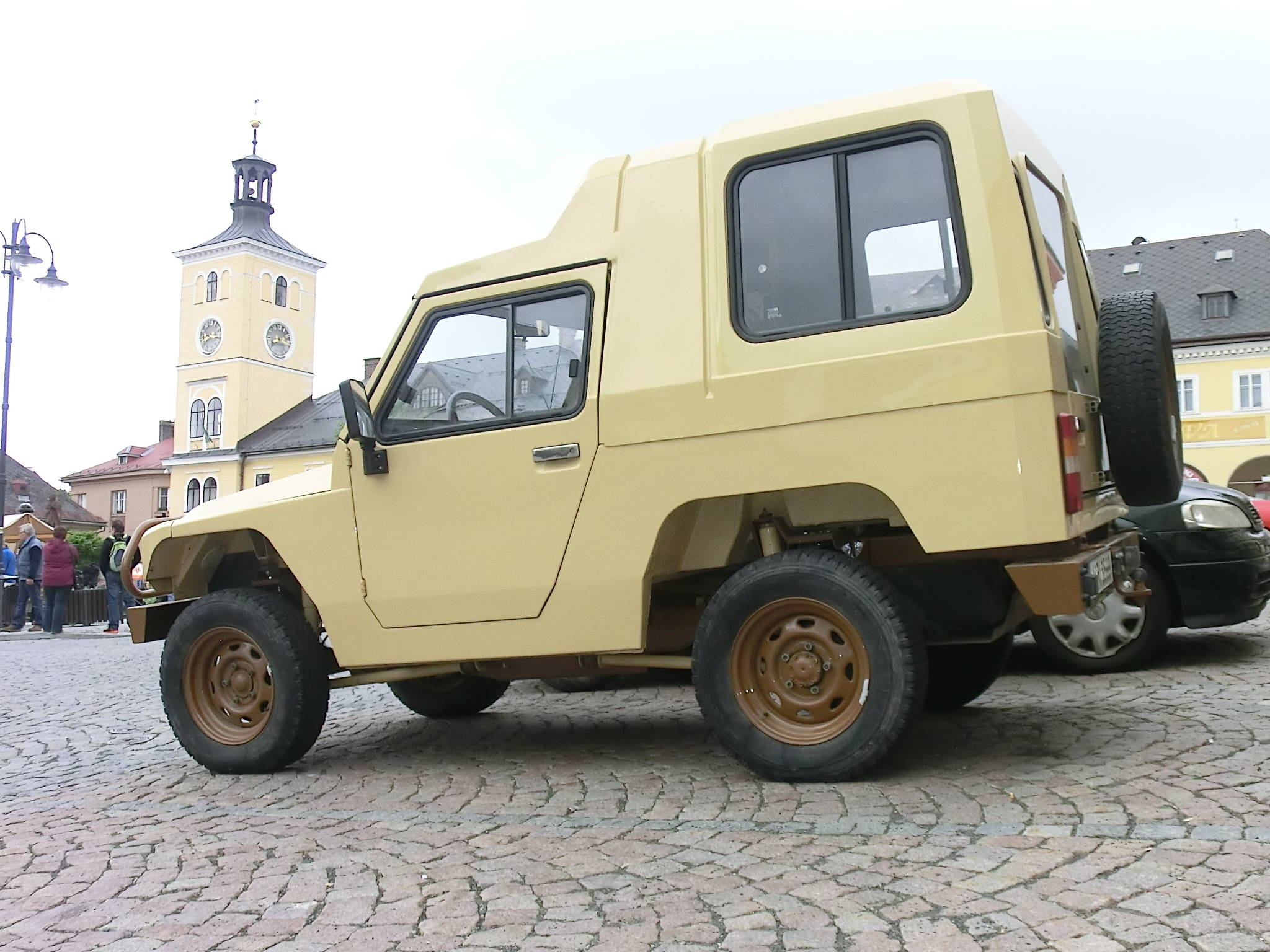
Avia A 11 Trend

Samochody te produkowane były na zlecenie czeskiej armii, której pojazdy UAZ już się wysłużyły. Rozpisano konkurs na dostawcę lekkich pojazdów terenowych, w którym pierwszeństwo miały firmy czeskie. Te jednak nie przedstawiły żadnej oferty, dlatego zwrócono się do partnerów zagranicznych. Avia kupiła licencję na A3 oraz A4 od francuskiej firmy Auverland.
Pokaz pojazdu miał miejsce w kwietniu 1994 roku na wystawie w Pradze, a miesiąc później na wystawie w Brnie.
Samochody te napędzane były silnikiem Diesla produkcji Peugeot XUD 1,9 l (64 KM przy 4600 obr./min), lub benzynowym Peugeot XU52C 1,9 l (94 KM przy 6000 obr./min). Miały one pięciostopniową manualną skrzynie biegów, z dwustopniową przekładnią.
Dostępne były w dwóch wersjach nadwozia: krótkiej (standardowej) i wydłużonej - dla dwóch osób i ładunku, lub załogi 2/6-osobowej. Dostępne były także kabriolety terenowe soft-top i hard-top ze zwykłym dachem lub brezentową plandeką, o zwykłej lub podwyższonej wysokości.